# Club Deportivo Ejido
El Club Deportivo Ejido de León, o simplemente Club Deportivo Ejido es un club de fútbol español, del barrio de El Ejido, en la localidad de León, España.  
El equipo Aficionado de este club, juega en la Primera División Provincial Aficionados de León. y su capitán es Sergio Liébana Llorente.  
Su equipo femenino, que se creó en la temporada 22/23 juega en categoría Doble G.  
Además, cuenta con una base formada por otros 9 equipos.  

## Historia
El Club Deportivo Ejido fue fundado en el año 1978, por un grupo de vecinos del Barrio de El Ejido, núcleo poblacional situado al nordeste de la ciudad de León, que cuenta en la actualidad con unos 6.000 residentes. El objeto inicial fue la creación de un equipo de fútbol en la categoría de aficionados.

### 1981-1990: Grandes éxitos del club
La mejor época del club sin ninguna duda fue la década de los 80, en la que consiguió hasta en dos ocasiones llegar a la Tercera División Nacional, máximo registro del club por el momento. El C. D. Ejido ascendería por primera vez en la temporada 1981/1982, aunque descendería esa misma temporada. En la temporada posterior al descenso (1982/1983), lograría finalizar como primer clasificado, recuperando la categoría perdida un año atrás, aunque de nuevo sería incapaz de sellar su permanencia en la temporada sucesiva, finalizando colista. El club alcanzaría por tercera y última vez la categoría en la temporada 1988/1989.

### 1991-2012
Desde entonces, el club alternó participaciones en la Primera División Regional y la Primera División Provincial, en la cual permaneció desde la temporada 2000/2001 hasta la 2012/2013.

### 2013-2019: vuelta a Primera Regional
El 5 de mayo de 2013 se proclama campeón de la Primera División Provincial de Aficionados y consigue el título y el ascenso de categoría a Primera Regional, 14 años después. En la primera temporada tras el ascenso (2013/2014), 14 años después, finaliza el campeonato como 4º clasificado, posición solo superada en la temporada siguiente (2014/2015), en la cual finaliza tercero, a un único puesto del playoff de ascenso a Tercera División.
En la temporada 2018/2019, tras una decepcionante temporada, el equipo finaliza último y desciende de categoría.

### 2019-presente
Su vuelta al fútbol provincial se ve marcada por la pandemia de COVID-19, debiendo detener su actividad entre los meses de marzo de 2020 y septiembre de 2021.

## Palmarés

### Trofeos amistosos
- Trofeo Ciudad de Benavente: (1) 1983

## Uniforme
- Uniforme titular: uniforme negro.
- Uniforme alternativo: uniforme blanco.

| Titular | Alternativo |

### Evolución del uniforme
| 1975-2001 | 1997-2002 | 2002-2008 | 2008-2012 | 2013-presente |

## Instalaciones
El CD Ejido juega en el parque de La Granja, campo municipal en el Barrio de El Ejido. Sus instalaciones incluyen un campo de césped artificial (hasta el año 2021 era de césped natural), y un campo de fútbol 7 de césped natural. 
En ocasiones, debido a labores de mantenimiento del campo o la gran cantidad de equipos de fútbol base del club, el C.D. Ejido disputa sus partidos como local en otras instalaciones municipales, como el Área Deportiva de Puente Castro, o más comúnmente, el Polideportivo de la Palomera.

## Cantera Ejidista
En el año 2000 se producirá una transformación que será determinante: se crea la Escuela de Fútbol Ejido, única dentro del municipio de León y reconocida como tal por la Junta de Castilla y León. 
La temporada 2011/2012 sería la más exitosa para el fútbol base del club: por una parte, se consigue conformar al menos dos equipos en cada categoría; por otra, el equipo juvenil consigue por primera vez en su historia ascender a la Primera Regional Juvenil de Castilla y León tras ganar copa y liga. 
En la actualidad, el club cuenta con varios equipos en distintas categorías del fútbol formativo leonés. Entre los muchos jóvenes que formaron parte de la cantera del club destaca Iván Morante, exjugador del Real Madrid Castilla.Actualmente milita en el Burgos C.F. de la Segunda División de España. 
Ahora mismo, varios futbolistas que se están formando en la cantera de este club, tienen un gran talento y disciplina. Algunos ejemplos serían el "Alevín A" y el "Prebenjamín" algunos talentos de estos equipos son: Efrén Núñez (AA), Alejandro Ordóñez (PA), Manuel Breznes (AA), Pablo González (PA), Alejandro Francisco (AA), Luca Gavela (PA), Víctor García (AA), Guzmán Franco (PA), Eric Fernández (AA), Izan Gutiérrez (PA), Álvaro Rodríguez (AA), Leo Casado (PA), Martín Fernández, (AA), Alejandro González (PA) o León Barrul (AA). Los futbolistas anteriormente nombrados son unos grandes talentos presentes en el club, todo esto gracias a sus entrenadores Pablo Rodríguez (AA), Belén Martínez (AA) y Mikel (PA)

## Datos del club
- Temporadas en Primera División: 0
- Temporadas en Segunda División: 0
- Temporadas en Segunda División B: 0
- Temporadas en Tercera División: 3
- Mejor puesto en la liga: 18º en Tercera División (Temporada 88/89).

| Temporada | Categoría          | Posición |
| --------- | ------------------ | -------- |
| 1975/1976 |                    |          |
| 1976/1977 |                    |          |
| 1977/1978 |                    |          |
| 1978/1979 |                    |          |
| 1979/1980 | Primera Provincial | 1º       |
| 1980/1981 | Primera Regional   | 2º       |
| 1981/1982 | Tercera División   | 19º      |
| 1982/1983 | Primera Regional   | 1º       |
| 1983/1984 | Tercera División   | 20º      |
| 1984/1985 | Primera Regional   | 4º       |
| 1985/1986 | Primera Regional   | 4º       |
| 1986/1987 | Primera Regional   | 6º       |
| 1989/1988 | Primera Regional   | 1º       |
| 1988/1989 | Tercera División   | 18º      |
| 1989/1990 | Primera Regional   | 4º       |
| 1990/1991 | Primera Regional   | 18º      |
| 1991/1992 | Primera Provincial | 7º       |
| 1992/1993 | Primera Provincial |          |
| 1993/1994 | Primera Provincial |          |
| 1994/1995 | Primera Provincial |          |
| 1995/1996 | Primera Provincial | 1º       |
| 1996/1997 | Primera Regional   | 15º      |
| 1997/1998 | Primera Provincial | 2º       |
| 1998/1999 | Primera Provincial | 1º       |
| 1999/2000 | Primera Regional   | 18º      |

| Temporada | Categoría              | Posición               |
| --------- | ---------------------- | ---------------------- |
| 2000/2001 | Primera Provincial     | 7º                     |
| 2001/2002 | Primera Provincial     | 3º                     |
| 2002/2003 | Primera Provincial     | 7º                     |
| 2003/2004 | Primera Provincial     | 12º                    |
| 2004/2005 | Primera Provincial     | 4º                     |
| 2005/2006 | Primera Provincial     | 7º                     |
| 2006/2007 | Primera Provincial     | 8º                     |
| 2007/2008 | Primera Provincial     | 6º                     |
| 2008/2009 | Primera Provincial     | 7º                     |
| 2009/2010 | Primera Provincial     | 4º                     |
| 2010/2011 | Primera Provincial     | 4º                     |
| 2011/2012 | Primera Provincial     | 6º                     |
| 2012/2013 | Primera Provincial     | 1º                     |
| 2013/2014 | Primera Regional       | 4º                     |
| 2014/2015 | Primera Regional       | 3º                     |
| 2015/2016 | Primera Regional       | 7º                     |
| 2016/2017 | Primera Regional       | 12º                    |
| 2017/2018 | Primera Regional       | 15º                    |
| 2018/2019 | Primera Regional       | 18º                    |
| 2019/2020 | Primera Provincial     | 10º                    |
| 2020/2021 | no disputó competición | no disputó competición |
| 2021/2022 | Primera Provincial     |                        |